# Mohammed Benzakour

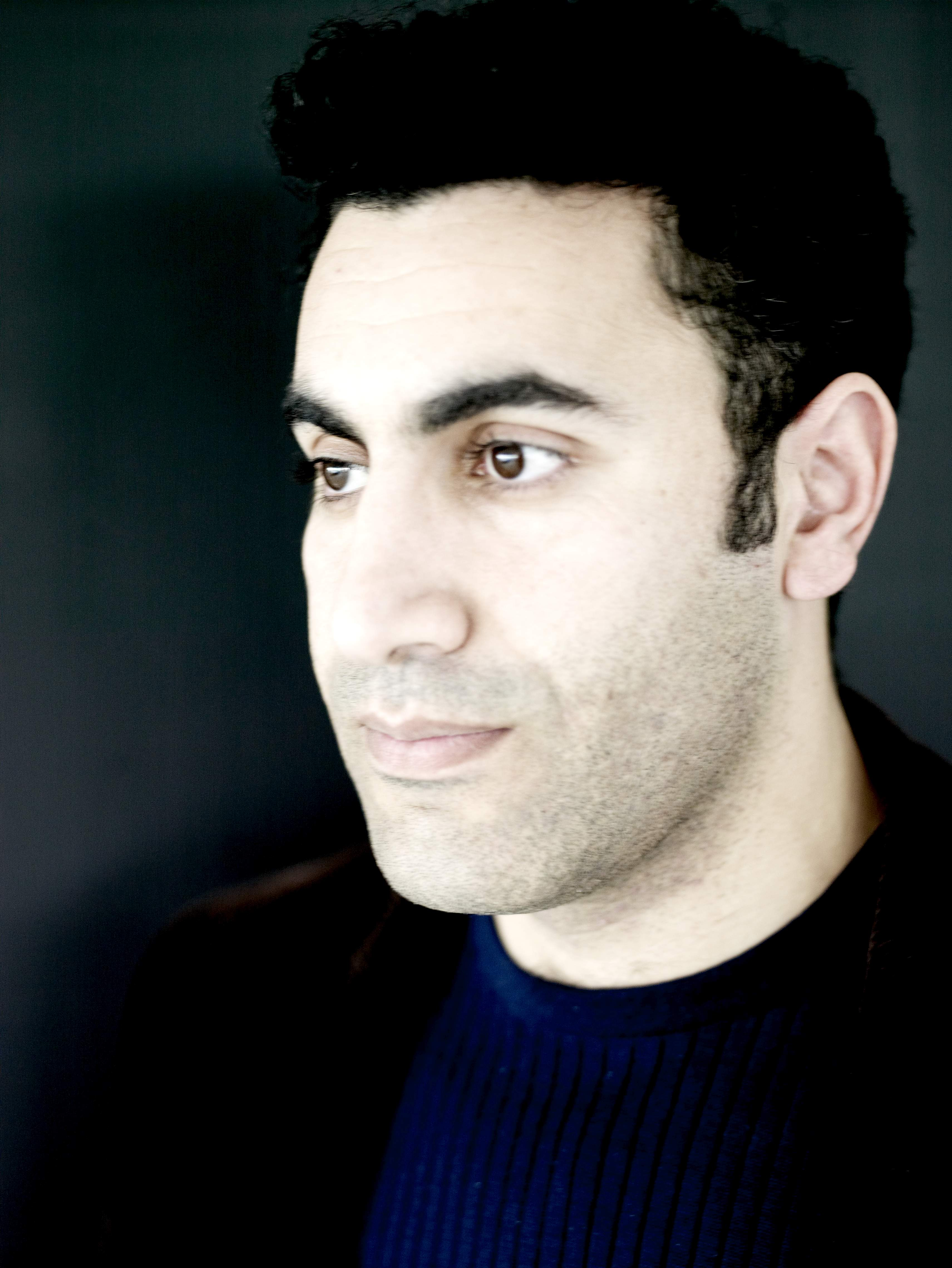
Mohammed Benzakour

Mohammed Benzakour (* 10. Januar 1972 in Nador, Marokko) ist ein niederländisch-marokkanischer Journalist und Schriftsteller (Essayist, Dichter).

## Leben
Als er drei Jahre alt war, siedelte er mit seiner Mutter nach Zwijndrecht in den Niederlanden über, wo sein Vater arbeitete. Nach der Schule studierte er Soziologie und Öffentliche Verwaltung an der Universität Leiden und ging später nach Rotterdam, um seinen Master zu absolvieren. Während dieser Zeit trat er der Partij van de Arbeid bei. Seine journalistische Karriere begann er bei De Volkskrant und veröffentlichte außerdem Beiträge in den Zeitungen NRC Handelsblad, De Groene Amsterdammer und Vrij Nederland. 
Im Jahr 1995 erhielt er den El-Hizjra-Literaturpreis, 1999 den Amsterdamer Medienpreis, und 2001 das Silberne Zebra. Er veröffentlichte in den 2000er Jahren zahlreiche Essays und Essaysammlungen.
Benzakour entstammt dem Volk der Berber und hat sich mit seiner Herkunft öfters in seinen Beiträgen auseinandergesetzt (so in seiner Kolumne „Die Berber“ der niederländischen Literaturzeitschrift Passionate Magazine).

## Werke
- Stinkende heelmeesters / druk 1: confrontaties en bespiegelingen, Uitgeverij De Geus; ISBN 978-9044512939